# Conseil départemental du Cher
Le conseil départemental du Cher est l'assemblée délibérante du département français du Cher. Son siège est situé à Bourges. Son président est Jacques Fleury. 

## Le président
Le président du conseil départemental du Cher est Jacques Fleury (Les Républicains) depuis juillet 2021.

### Liste des présidents
| Période                                  | Période                      | Identité                     | Étiquette                    | Étiquette                    |                              |
| Président du conseil général             | Président du conseil général | Président du conseil général | Président du conseil général | Président du conseil général | Président du conseil général |
| ---------------------------------------- | ---------------------------- | ---------------------------- | ---------------------------- | ---------------------------- | ---------------------------- |
| 1871                                     | 1880                         | Ferdinand Boin               |                              | Légitimiste                  |                              |
| 1880                                     | 1884                         | Henri Brisson                |                              | Radical                      |                              |
| 1884                                     | 1888                         | Henry Boulard                |                              | Rép.opp                      |                              |
| Les données manquantes sont à compléter. |                              |                              |                              |                              |                              |
| 1940                                     | 1945                         | Conseil général suspendu     | Conseil général suspendu     | Conseil général suspendu     |                              |
| 1945                                     | 1951                         | Pierre Blaisse               |                              | SFIO                         |                              |
| 1958                                     | 1967                         | Albert Jacquet               |                              | RAD                          |                              |
| 1967                                     | 1970                         | Eugène Jamain                |                              | CNIP                         |                              |
| 1970                                     | 1981                         | Charles Durand               |                              | Divers droite                |                              |
| 1982                                     | 1994                         | Jacques Genton               |                              | UDF                          |                              |
| 31 mars 1994                             | 27 mars 1998                 | Jean-François Deniau         |                              | UDF puis DL                  |                              |
| 27 mars 1998                             | 2001                         | Serge Vinçon                 |                              | RPR                          |                              |
| 2001                                     | 2004                         | Rémy Pointereau              |                              | UMP                          |                              |
| 2004                                     | 2013                         | Alain Rafesthain             |                              | PS                           |                              |
| 2013                                     | 2 avril 2015                 | Jean-Pierre Saulnier         |                              | PS                           |                              |
| Président du conseil départemental       |                              |                              |                              |                              |                              |
| 2 avril 2015                             | 1er juillet 2021             | Michel Autissier             |                              | LR                           |                              |
| 1er juillet 2021                         | en cours                     | Jacques Fleury               |                              | LR                           |                              |

## Les vice-présidents
- Patrick Barnier, 1er vice-président chargé de l'aménagement du territoire, du numérique et de l'enseignement supérieur ;
- Anne Cassier, 2e vice-présidente chargée de l’éducation et de la jeunesse  ;
- Emmanuel Riotte, 3e vice-président chargé de la coopération internationale ;
- Sophie Bertrand, 4e vice-présidente chargée de l’enfance, de la famille et du handicap ;
- Philippe Charrette, 5e vice-président chargé des finances - rapporteur du budget, de la commande publique et du patrimoine immobilier ;
- Béatrice Damade, 6e vice-présidente chargée du tourisme et de la promotion du territoire ;
- Didier Brugère, 7e vice-président chargé des routes, de l'eau et de l'environnement ;
- Bénédicte de Choulot, 8e vice-présidente chargée des affaires sociales (personnes âgées, MDAS) et de l'insertion ;
- Richard Boudet, 9e vice-président chargé de la vie sportive ;
- Sophie Chestier, 10e vice-présidente chargée de la culture, des archives et du patrimoine ;
- Bernadette Perrot, 11e vice-président chargée de la ruralité et de l'agriculture.

## Les conseillers départementaux

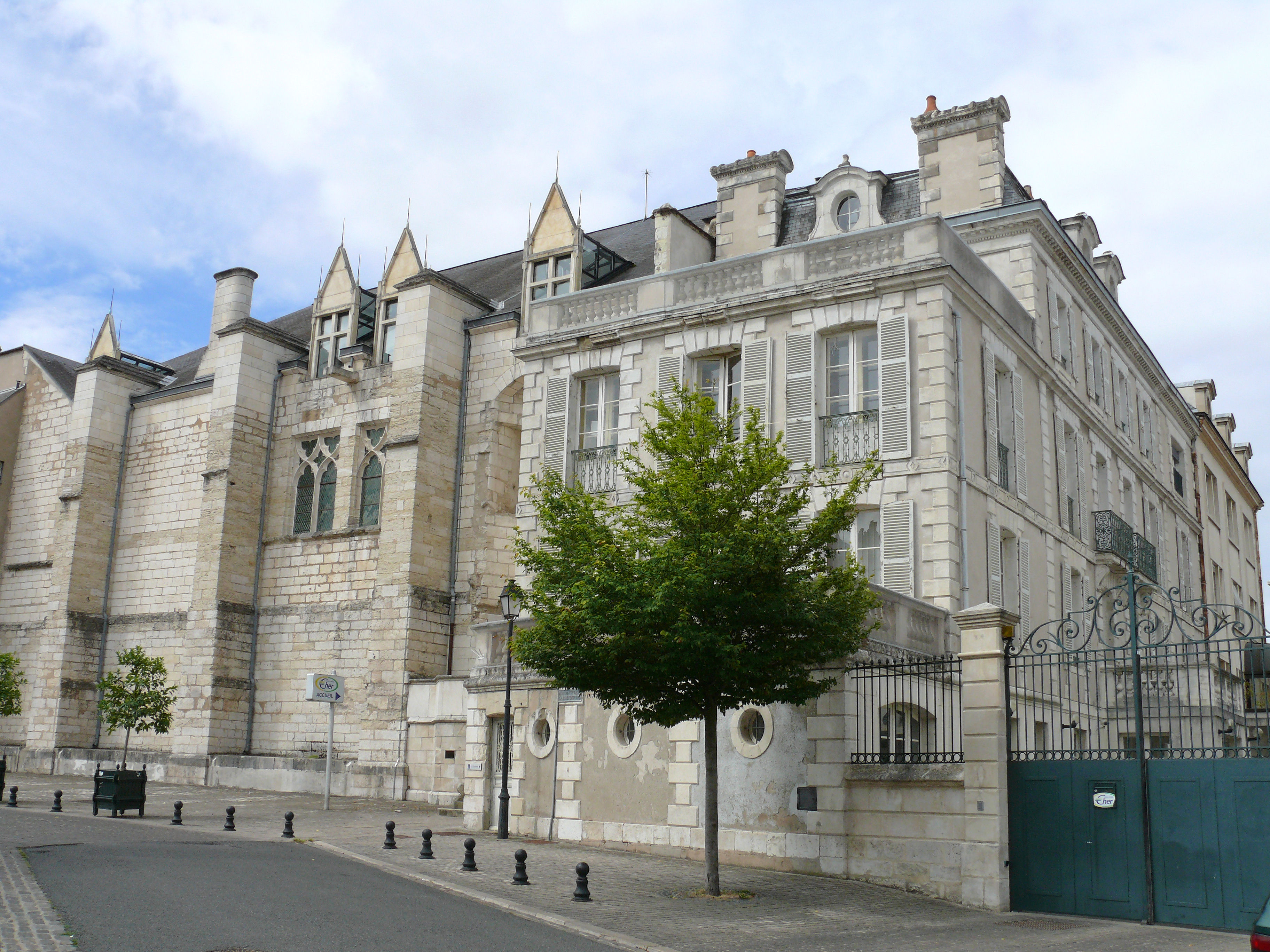
L'Hôtel de préfecture de Bourges, siège du conseil départemental.

Le conseil départemental du Cher comprend 38 conseillers départementaux issus des 19 cantons du Cher.
| Parti                                | Sigle | Sigle | Élus | Groupes             |
| ------------------------------------ | ----- | ----- | ---- | ------------------- |
| Majorité (24 sièges)                 |       |       |      |                     |
| Divers droite                        |       | DVD   | 11   | Avenir pour le Cher |
| Les Républicains                     |       | LR    | 10   | Avenir pour le Cher |
| Union des démocrates et indépendants |       | UDI   | 3    | Avenir pour le Cher |
| Opposition (14 sièges)               |       |       |      |                     |
| Parti socialiste                     |       | PS    | 7    | Le Cher en commun   |
| Parti communiste français            |       | PCF   | 5    | Le Cher en commun   |
| Divers gauche                        |       | DVG   | 2    | Le Cher en commun   |
| Président du Conseil départemental   |       |       |      |                     |
| Jacques Fleury (LR)                  |       |       |      |                     |

## Budget

### Budget primitif d'investissement et de fonctionnement pour l'année 2023
| Domaine d'investissement                                       | Investissement          |
| -------------------------------------------------------------- | ----------------------- |
| Personnes âgées, handicapées, transports des élèves handicapés | 110,04 millions d'euros |
| rSa, insertion, logement                                       | 71,65 millions d'euros  |
| Enfance, adolescence, santé                                    | 27,22 millions d'euros  |
| Routes                                                         | 24,60 millions d'euros  |
| Collèges                                                       | 18,68 millions d'euros  |
| Tourisme                                                       | 7,88 millions d'euros   |
| Aides aux communes                                             | 7,28 millions d'euros   |
| Agriculture, eau, environnement                                | 2,64 millions d'euros   |
| Très haut débit                                                | 1,78 million d'euros    |
| Sport, jeunesse                                                | 1,71 million d'euros    |
| Enseignement supérieur                                         | 0,51 million d'euros    |
| SDIS                                                           | 13,22 millions d'euros  |
| Culture, Archives, médiathèque                                 | 4,51 millions d'euros   |

## Identité visuelle

Logo du Cher (conseil général) de [Quand ?] à 1999
Logo du Cher (conseil général) de 1999 à 2014
Logo du Cher (conseil départemental) de 2014 à 2016
Logo du Cher (conseil départemental) depuis septembre 2016

## Polémique
Le conseil général du Cher a versé en 2010 la somme de 95 460 euros à l'association "Amicale des conseillers généraux du Cher" ce qui suscite des interrogations sur l'utilité publique d'une telle association et sur des possibles conflits d'intérêts